# Euthalia ignifera
Euthalia ignifera är en fjärilsart som beskrevs av Hans Fruhstorfer 1913. Euthalia ignifera ingår i släktet Euthalia och familjen praktfjärilar. Inga underarter finns listade i Catalogue of Life.